# 12 12 12
12 12 12 è un film del 2014 diretto da Massimo Morini.
Pellicola di fantascienza il cui regista e autore di soggetto e sceneggiatura, Massimo Morini, è il leader del gruppo musicale dei Buio Pesto.
La distribuzione nei cinema è avvenuta il 6 marzo 2014 ed è stato presentato ufficialmente il 12 dicembre 2012.

## Trama
Quello che sembra un semplice complotto di paese per le future elezioni comunali, si rivela un congiunto attacco alieno, compiuto da un gruppo di extraterrestri sostituitisi ad alcuni abitanti pochi mesi prima. Il tutto ruota attorno a Max, il quale guida la disperata resistenza della popolazione del suo paese contro l'attacco alieno, che si presume stia accadendo in tutti i paesi nella stessa data: il 12 dicembre 2012.

## Produzione
Il film è stato girato nella cittadina ligure di Bogliasco e le riprese sono terminate, dopo 33 giorni, a marzo 2012, anche se alcune riprese chiave sono state successivamente girate proprio il 12 dicembre 2012. Gli attori in scena sono 45 e le comparse più di 500.
Nei titoli di testa compare un ringraziamento speciale al regista e sceneggiatore Fausto Brizzi.

### Cast
- Raf Grande, il protagonista, è un attore teatrale ligure della compagnia teatrale "Il Sipario Strappato" di Arenzano. È al suo debutto cinematografico.
- Kate Kelly è una cantante americana che vive in Italia. Anche lei al debutto cinematografico.
- Federica Ruggero è un'attrice teatrale ligure, già co-protagonista dei film Capitan Basilico e Capitan Basilico 2 e del telefilm InvaXön - Alieni nello spazio.
- Luigi Marangoni è un attore teatrale polesano, ligure di adozione, già co-protagonista del film Capitan Basilico 2 e del telefilm InvaXön - Alieni nello spazio.
- Enzo Paci, Andrea Possa e Andrea Di Marco sono tre attori comici liguri che hanno all'attivo parecchie partecipazioni televisive in trasmissioni comiche, tra cui Zelig e Colorado.
- Lazzaro Calcagno è un attore, regista e autore ligure, per Massimo Morini recita nei film Capitan Basilico 2 e The President's Staff.
- Marcella Silvestri è una doppiatrice ed attrice ligure ed ha partecipato a numerose trasmissioni della Gialappa's Band.
- Beppe Mecconi è un pittore, attore e regista ligure, già co-protagonista dei film Capitan Basilico 2 e co-sceneggiatore di "12 12 12".
- Simone Carabba è un cantante e attore ligure, già co-protagonista dei film Capitan Basilico e Capitan Basilico 2

Cantanti
- I Buio Pesto recitano separatamente nel ruolo dei "parenti" dei co-protagonisti del film.
- Mariangela Argentino è una cantante piacentina che ha partecipato al Festival di Sanremo 2007.
- Max Gazzè è al suo secondo film, dopo Basilicata coast to coast, ma recita per la prima volta parlando, poiché nel primo film non proferiva parola.

In una scena del film compare Fortunato Zanfretta, il metronotte che dichiarò di avere avuto alla fine degli anni settanta parecchi presunti incontri con extraterrestri.

## Promozione
Il teaser è stato immesso in rete il 31 luglio 2012. Il trailer è stato immesso in rete il 28 agosto 2013. Il teaser del film è stato girato casualmente il 21 02 2012, che è una data palindroma, cioè una sequenza di numeri che, letta a rovescio, rimane identica.
Le campagne virali di presentazione del film sono iniziate entrambe il 12 dicembre, del 2012 e del 2013.

## Distribuzione
Il film è stato distribuito nei cinema italiani a partire dal 6 marzo 2014 da Mediterranea Productions.
È stato l'unico film italiano in concorso al Trieste Science+Fiction Festival nell'edizione 2013.
Da Maggio 2025 è disponibile su Amazon Prime Video.